# Uloborus conus
Uloborus conus är en spindelart som beskrevs av Brent D. Opell 1982. Uloborus conus ingår i släktet Uloborus och familjen krusnätsspindlar. Inga underarter finns listade i Catalogue of Life.